# Campeonato Mundial de Vóley Playa de 2022
El XIII Campeonato Mundial de Vóley Playa se celebró en Roma (Italia) entre el 10 y el 19 de junio de 2022 bajo la organización de la Federación Internacional de Voleibol (FIVB) y la Federación Italiana de Voleibol.
Las competiciones se realizaron en las instalaciones del Foro Itálico de la capital italiana.

## Calendario
| FP | Fase preliminar | 1/16 | Dieciseisavos de final | 1/8 | Octavos de final | 1/4 | Cuartos de final | 1/2 | Semifinales | F | Finales |

| Junio de 2022    | 10 Vie | 11 Sáb | 12 Dom | 13 Lun | 14 Mar | 15 Mié | 16 Jue | 17 Vie | 18 Sáb | 19 Dom |
| ---------------- | ------ | ------ | ------ | ------ | ------ | ------ | ------ | ------ | ------ | ------ |
| Torneo masculino | FP     | FP     | FP     | FP     | FP     | 1/16   | 1/8    | 1/4    | 1/2    | F      |
| Torneo femenino  | FP     | FP     | FP     | FP     | FP     | 1/16   | 1/8    | 1/4    | 1/2    | F      |

## Medallistas
| Evento    | Oro                                                 | Plata                                       | Bronce                                    |
| --------- | --------------------------------------------------- | ------------------------------------------- | ----------------------------------------- |
| Masculino | Anders Mol · Christian Sørum · Noruega              | Renato Carvalho · Vítor Felipe · Brasil     | André Stein · George Wanderley · Brasil   |
| Femenino  | Eduarda Santos Lisboa · Ana Patrícia Ramos · Brasil | Sophie Bukovec · Brandie Wilkerson · Canadá | Svenja Müller · Cinja Tillmann · Alemania |

## Medallero
| Núm. | País     | Oro | Plata | Bronce | Total |
| ---- | -------- | --- | ----- | ------ | ----- |
| 1    | Brasil   | 1   | 1     | 1      | 3     |
| 2    | Noruega  | 1   | 0     | 0      | 1     |
| 3    | Canadá   | 0   | 1     | 0      | 1     |
| 4    | Alemania | 0   | 0     | 1      | 1     |
|      | TOTAL    | 2   | 2     | 2      | 6     |